# Едгар Кейсі
Едгар Кейсі (англ. Edgar Cayce; 18 березня 1877, Хопкинсвілль, Кентуккі, США — 3 січня 1945, Вірджинія-Біч, Вірджинія, США) — американський ясновидець. Близько 26 тисяч пророцтв було надано Кейсі протягом життя. Використовувався езотеричним та аналітичним відділом державної спецслужби, як «альтернативне джерело інформації» на прогнозування майбутніх подій, досліджень минулих та сучасних. По собі залишив створений ним Інститут та книгозбірню, архів.
Переважне число його пророцтв було зроблене в особливому стані трансу, що нагадує сон, тому він отримав прізвисько «Пророка, що спить». 3 січня 1945 року о 19.15 у Вірджинія Бич, штаті Вірджинія, США, Едгар Кейси помер у віці 67 років у день, призначений ним заздалегідь. За годину до смерті останніми його словами були: «Як сильно світ сьогодні потребує Бога».
У віці 23 років, незабаром після повернення в Хопкинсвілль для спільної з батьком роботи страховим агентом, він переживає раптовий напад афонії — таємничого нездужання, яке пов'язане з утратою голосу. Місяцями він розмовляє тільки пошепки, і, попри консультації у різних ближніх та дальніх лікарів, ніхто не може йому допомогти. Роботу страхового агента Едгару довелося покинути і зайнятися фотографією, мистецтвом, у якому він проявив великий талант. Працюючи у місцевій студії, він зустрів гіпнотизера, який гарантував вилікувати його хвороби за допомогою гіпнозу. Цікаво, що у стані гіпнозу його голос був повністю нормальний, але після повернення свідомості проблема залишалася. Едгар уже почав зневірятися в тому, що коли-небудь видужає, і почав швидко втрачати вагу і сили.
Місцевий лікар направив його до Ел Лейна, спеціаліста в галузі психології, остеопата і ентузіаста гіпнозу з Нью-Йорка. Почувши, що Едгар, коли ще був підлітком, користувався методом покращення пам'яті у сні, він вирішив застосувати гіпноз у зовсім іншому напрямку. Увівши Едгара в стан сну, він навіяв йому: «Твій підсвідомий розум огляне зараз твоє горло і повідомить нам, що там не так і що можна зробити для його виліковування». На подив батьків, які були при цьому присутні, Едгар відповів кришталево чистим і впевненим голосом: «Хвороба, як ми зараз бачимо, полягає в частковому паралічу голосових зв'язок унаслідок нервового напруження. Щоб усунути цей стан, необхідно лише навіяти збільшення надходження крові до ураженої ділянки в короткий відрізок часу». Лейн велів несвідомому Едгару виконати цей припис. І майже відразу горло Едгара набуло темно-червоного кольору, коли кров пішла до хворого місця у відповідь на навіювання. Коли Едгар прийшов до тями, то став говорити нормальним голосом (Рейлі Гарольд «Терапія без ліків»).

## Здібності

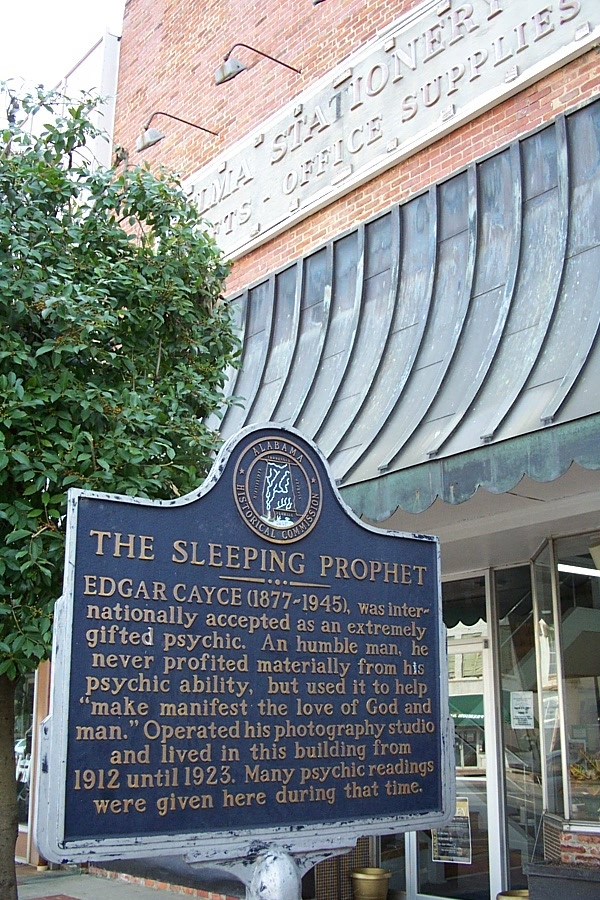
Будинок, де працював та жив Кейсі.

У трансі Кейсі розповідав про реінкарнацію, Атлантиду, Стародавній Єгипет, зміни північноатлантичного узбережжя Північної Америки, говорив на окультні теми. Про реінкарнацію Кейсі говорив ще в багатьох інших своїх пророцтвах-читаннях, хоча це було і не в християнській доктрині, а Кейсі був дуже релігійним — він був послідовником протестантської церкви «Послідовники Христа». Під час своїх трансів Кейсі часто звертався до своїх послідовників — ентузіастів з медіумічними «одкровеннями», які стенографував його секретар.
В стані глибокого трансу розум Кейсі був здатний входити в контакт з будь-яким місцем і часом і відповідати на найрізноманітніші питання — від «Як з'явився всесвіт»? до «Як мені позбавитися бородавки?» У цих відповідях, які дістали назви «читання», знаходилися надзвичайно глибокі ідеї, якими люди досі користуються для практичних цілей в різних сферах — від правильного харчування і поліпшення людських відносин до позбавлення від невиліковних хвороб і відчуття кращого контакту з Богом.
Коли пророка питали, чому він отримав такий незбагненний дар, він завжди відповідав словами Будди: «Ніколи не питайте — чому».
Це завжди посилювало і підігрівало зацікавлених людей, які висунули багато гіпотез, які були зведені до одної, узагальненої: здібність Кейсі передбачати, читати думки і робити багато іншого, що суперечило будь-яким відомим законам природи і здорового глузду — наслідок травми голови, яку він отримав у дитинстві під час гри в бейсбол.
Це начебто порушило деякі структури мозку, безмежно розширивши його розумові здібності.
У свій час радянській розвідці стали відомі інші обставини появи незвичайного «дару» Кейсі, які були підтверджені згодом опублікованими письменником Артуром Халлом записами щоденників пророка. В книзі Халла «І ось приходить шум думок», автор цитує щоденники провидця, які датовані тридцятими роками XX століття і ставить всіх перед незаперечним фактом. Виявляється Кейсі став ясновидцем, незабаром після того, як на Кентуккі «обрушилися гучні звуки абсолютно загадкової природи, що доводили деяких громадян до страхітливих нестерпних головних болів і навіть самогубств».

## Деякі пророцтва
1. Перша та Друга Світова війна
2. Катастрофа 1929 р. на Уолл-стріт
3. Винайдення лазерів, знаходження Кумранських рукописів
4. Падіння комуністичного режиму в СРСР на початку 1990-х років
5. Затоплення Північної Європи
6. Катастрофічна поява Атлантиди з дна моря
7. На території Єгипту знайдуть Зал Записів з секретним знанням
8. Руйнування мегаполісів США
9. Геофізичні зміни більшої або меншої міри зі значним перетворенням північноатлантичного узбережжя Північної Америки
10. Ближче до кінця XXI століття клімат Землі дуже зміниться — на Далекому Сході і у Сибіру будуть рости банани і манго, простір Південної Африки покриє суцільний лід
11. Китай стане провідною супердержавою, яка колонізує разом з американцями і росіянами Місяць, потім Марс. Завершиться цей процес у 3000 році за допомогою цивілізацій інших галактик
12. Люди будуть жити 800 і більше років. [7]